# Mjölnir-kráter
A Mjølnir-kráter egy meteoritbecsapódási kráter Norvégia partjainál, a Barents-tenger fenekén.
A kráter átmérője 40 kilométer és korát 142 millió évesre becsülik a szakemberek. A becsapódott meteorit mintegy 2 kilométer széles lehetett.
A norvég mitológiában Mjølnir a neve Thor kalapácsának. A kráter nevét feltehetőleg a mondabeli sziklákat szétzúzó fegyver és a meteorit becsapódásának ereje közti összefüggés miatt kapta.
2006-ban svéd geológusok egy csoportja egy 145 millió évvel ezelőtti cunami pusztításainak nyomait fedezte fel Svédország déli partvidékén. Úgy vélik, hogy ez összefüggésben áll a norvég partok mentén található meteoritbecsapódási kráterrel és a 2000-ben Franciaország atlanti partvidékén felfedezett cunami pusztításainak nyomával.

## Fordítás
Ez a szócikk részben vagy egészben  a   Mjølnir crater című angol Wikipédia-szócikk ezen változatának fordításán alapul.  Az eredeti cikk szerkesztőit annak laptörténete sorolja fel. Ez a jelzés csupán a megfogalmazás eredetét és a szerzői jogokat jelzi, nem szolgál a cikkben szereplő információk forrásmegjelöléseként.